# Francisco La Mantía
Francisco Andrés La Mantía Pipaón (Mérida, Venezuela; 24 de febrero de 1996) es un futbolista venezolano que juega como defensa en el Caracas FC de la Primera División de Venezuela

## Carrera
Empezó a jugar en las categorías inferiores del Estudiantes de Mérida y llegó a debutar en la Primera División. La temporada siguiente pasó a formar parte del Aragua Fútbol Club quien tras una temporada lo cede al filial del UD Las Palmas.
Tras un año en España lo ficha el Deportivo Anzoátegui con quien jugará la temporada 2015-16. Una temporada después pasa a formar parte del Deportivo La Guaira.
En enero de 2023 ficha por el FK Riteriai de la A Lyga.

## Selección nacional
Formó parte de la Selección de Venezuela Sub-17 que se proclamó subcampeón del Sudamericano de esa categoría disputado en Argentina en 2013. Además, participó ese mismo año en el Mundial de Fútbol Sub-17 realizado en los Emiratos Árabes Unidos.
Fue parte de los 16 jugadores que llamaron para conformar la «Vinotinto de emergencia» en la Copa América 2021, dado que 8 de los 28 jugadores del plantel original, resultaron positivos por COVID-19. Junto a otros efectivos como Luis Martínez, José Martínez y Yohan Cumana, debutó como titular y jugando los noventa minutos en el partido inaugural del torneo contra el anfitrión Brasil, resultando en un 3:0 a favor del conjunto local. Disputó otros noventa minutos más contra Colombia en la segunda jornada de la fase de grupos del certamen, con un 0:0 como marcador final.

#### Participación en Copas América
| Competición       | Sede   | Resultado      | Partidos | Goles |
| ----------------- | ------ | -------------- | -------- | ----- |
| Copa América 2021 | Brasil | Fase de grupos | 2        | 0     |

## Palmarés

### Campeonatos nacionales
| Título                        | Club                | País      | Año  |
| ----------------------------- | ------------------- | --------- | ---- |
| Primera División de Venezuela | Deportivo La Guaira | Venezuela | 2020 |